# Indicoblemma lannaianum
Indicoblemma lannaianum là một loài nhện trong họ Tetrablemmidae.
Loài này thuộc chi Indicoblemma. Indicoblemma lannaianum được Burger miêu tả năm 2005.